# Sabine County
Das Sabine County ist ein County im US-Bundesstaat Texas. Das U.S. Census Bureau hat bei der Volkszählung 2020 eine Einwohnerzahl von 9.894 ermittelt. Der Sitz der County-Verwaltung (County Seat) befindet sich in Hemphill.

## Geographie
Das County liegt im äußersten Osten von Texas am Sabine River, der zugleich die Grenze zu Louisiana bildet. Das Sabine County hat eine Fläche von 1493 Quadratkilometern, wovon 224 Quadratkilometer Wasserfläche sind. Es grenzt an folgende Nachbarcountys und -parishes:
|                      | Shelby County |                           |
| San Augustine County |               | Sabine Parish (Louisiana) |
| Jasper County        | Newton County |                           |

## Geschichte
Die ersten Europäer kamen wahrscheinlich im Rahmen einer Expedition mit dem Konquistador Luis de Moscoso in den frühen 1540er Jahren in die Region, die von den südlichen Caddo bewohnt wurde. Das Sabine County wurde am 14. Dezember 1837 als Original-County der Republik Texas gebildet. Benannt wurde es nach dem Sabine River.

## Demografische Daten
Nach der Volkszählung im Jahr 2010 lebten im Sabine County 10.834 Menschen in 4.284 Haushalten. Die Bevölkerungsdichte betrug 8,5 Einwohner pro Quadratkilometer.
Ethnisch betrachtet setzte sich die Bevölkerung zusammen aus 89,1 Prozent Weißen, 7,2 Prozent Afroamerikanern, 0,5 Prozent amerikanischen Ureinwohnern, 0,3 Prozent Asiaten sowie aus anderen ethnischen Gruppen; 1,6 Prozent stammten von zwei oder mehr Ethnien ab. Unabhängig von der ethnischen Zugehörigkeit waren 3,2 Prozent der Bevölkerung spanischer oder lateinamerikanischer Abstammung. In den 4.284 Haushalten lebten statistisch je 2,37 Personen.
19,6 Prozent der Bevölkerung waren unter 18 Jahre alt, 53,6 Prozent waren zwischen 18 und 64 und 26,8 Prozent waren 65 Jahre oder älter. 51,1 Prozent der Bevölkerung war weiblich.

Das jährliche Durchschnittseinkommen eines Haushalts lag bei 34.779 USD. Das Prokopfeinkommen betrug 18.150 USD. 19,2 Prozent der Einwohner lebten unterhalb der Armutsgrenze.

## Kultur und Sehenswürdigkeiten

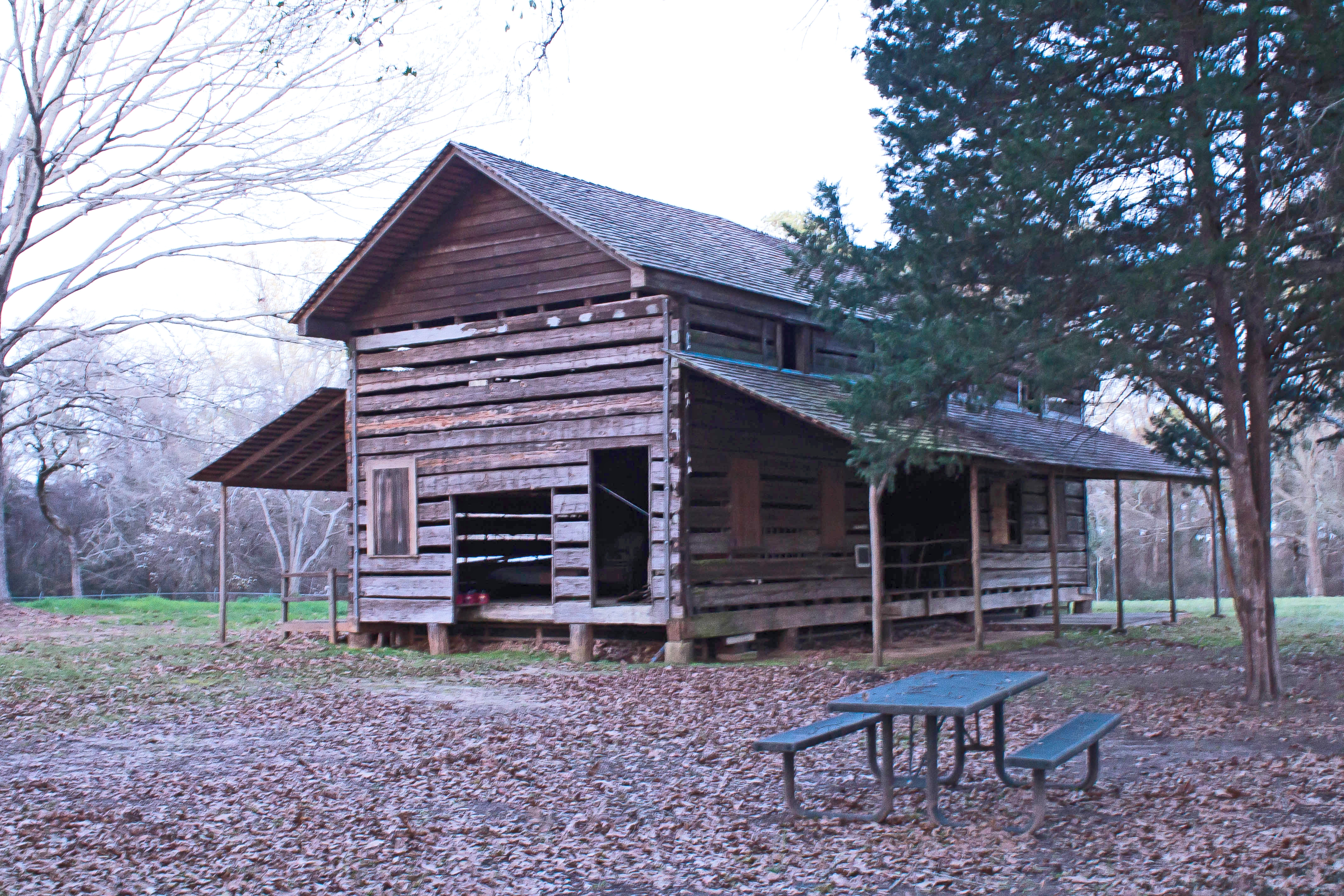
Oliphant House (2016). Diese 1818 errichtete Blockhütte wird seit August 1977 im NRHP geführt.

Eine Stätte und ein Bauwerk des Countys sind im National Register of Historic Places („Nationales Verzeichnis historischer Orte“; NRHP) eingetragen (Stand 9. Dezember 2021), die Lobanillo Swales und das Oliphant House.

## Städte und Gemeinden
Citys
- Hemphill
- Pineland

Unincorporated Communitys
| - Bronson - Brookeland - Browndell - East Mayfield | - Fairdale - Fairmount - Geneva - Milam | - Miland - Milane - Mildland - Rosevine |